# 이이 나오타카
이이 나오타카(일본어: 井伊直孝 いい なおたか[*])는 에도 시대 전기의 후다이 다이묘이다. 고즈케 시로이번주, 오미 히코네번 제2대 번주. 이이 나오마사의 차남. 어머니는 나오마사의 측실. 이이 나오카쓰의 이복 동생. 나오타카의 정실은 하치스카 이에마사의 딸 아키히메. 자식은 나오시게 (장남), 나오즈미 (다섯째 아들) 등.
| 전임 마쓰다이라 야스나가 | 시로이번 번주 (이이가) 1602년 ~ 1615년 | 후임 니시오 다다나가 |

| 전임 (이이 나오카쓰) | 제2대 히코네번 번주 (이이가) 1615년 ~ 1659년 | 후임 이이 나오즈미 |